# Élection législative de mars 1962 à Wallis-et-Futuna
L'élection législative de 1962 à Wallis-et-Futuna se déroule le 25 mars 1962. C'est la première élection législative de ce nouveau territoire d'outre-mer, après la fin du protectorat de Wallis-et-Futuna entérinée par le référendum de 1959 et le statut du 28 juillet 1961. Hervé Loste remporte l'élection face à Victor-Emmanuel Brial et devient le premier député de Wallis-et-Futuna. À la suite de la dissolution de l'Assemblée nationale le 9 octobre 1962, une nouvelle élection législative a lieu en novembre de la même année.

## Élus
| Circonscription        | Député élu  | Parti | Parti |
| ---------------------- | ----------- | ----- | ----- |
| Circonscription unique | Hervé Loste |       | IPAS  |

## Positionnement des partis
Trois candidats se présentent : Hervé Loste (commerçant, directeur des établissements Ballande à Nouméa et Wallis-et-Futuna), Victor-Emmanuel Brial (commerçant, directeur de la maison Lavoix à Wallis et fils de Julien Brial) et Soane Tiki, aussi connu sous le nom de Soane Ka'ulufonua.

## Résultats

### Par circonscription
- Député sortant : aucun
- Député élu : Hervé Loste (IPAS)[1]

| Candidat                 | Parti    | Parti    | Premier tour | Premier tour |  |
| Candidat                 | Parti    | Parti    | Voix         | %            |  |
| ------------------------ | -------- | -------- | ------------ | ------------ |  |
| Hervé Loste              |          | IPAS     | 1895         |              |  |
| Victor-Emmanuel Brial    |          | UNR      | 1385         |              |  |
| Soane Tiki (Ka'ulufonua) |          | UC       | 11           |              |  |
|                          |          |          |              |              |  |
| Inscrits                 | Inscrits | Inscrits |              | 100,00       |  |
| Abstentions              |          |          |              |              |  |
| Votants                  |          |          |              |              |  |
| Exprimés                 |          |          |              |              |  |
|                          |          |          |              |              |  |